# Rodinal

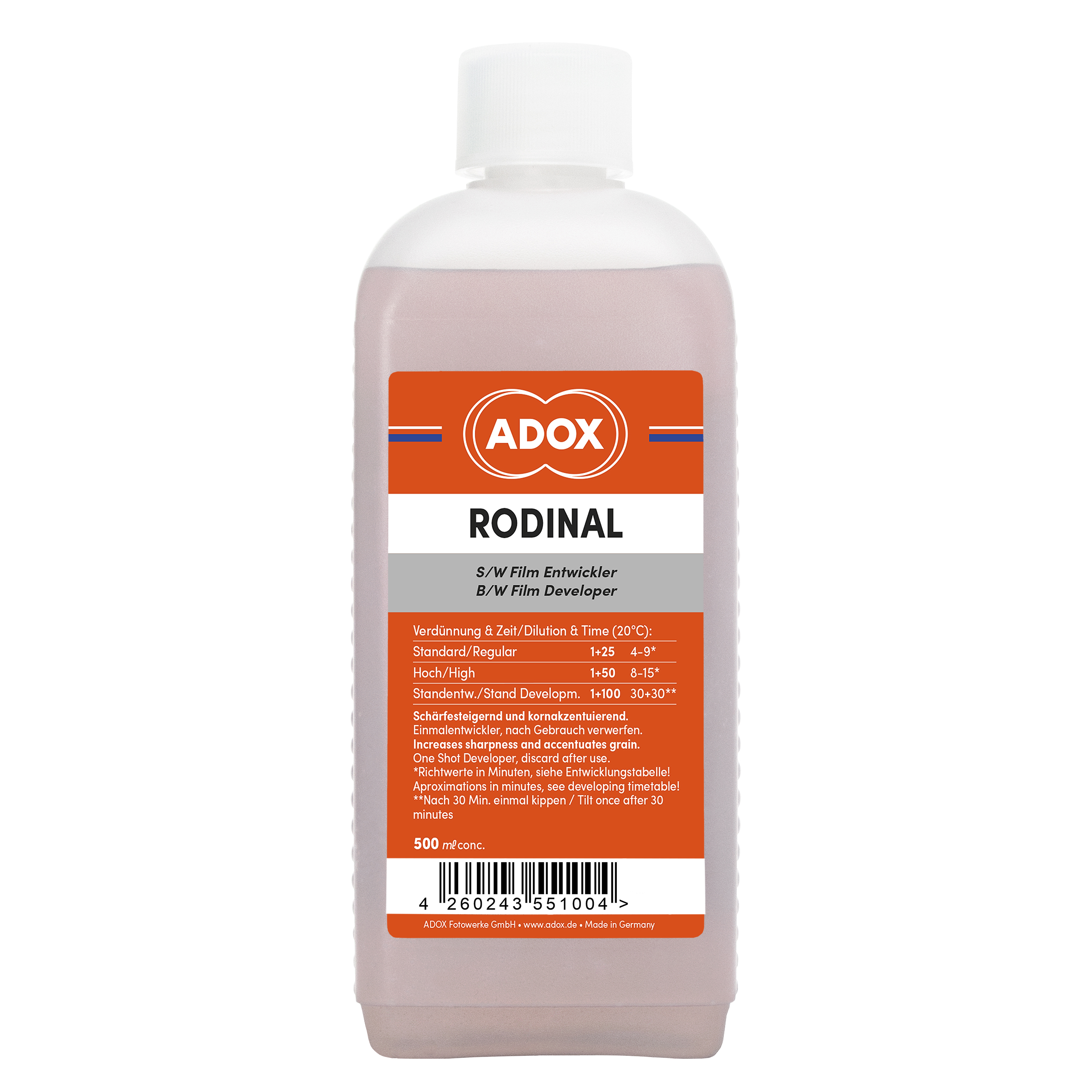
RODINAL

Rodinal – popularny, stężony wywoływacz AGFY stosowany do wywoływania filmów i błon fotograficznych w fotografii czarno-białej. Znany również jako ORWO R-09. „Klony” Rodinala produkowane są nadal przez czeską FOMĘ i niemieckiego ADOXa. Jego podstawowym składnikiem jest p-aminofenol. Rodinal jest bardzo trwały w zamkniętej butelce. Rozcieńczony, do jednorazowego użytku, musi być szybko użyty. W zależności od rozcieńczenia, można go stosować jako wywoływacz kontrastowy i szybki (1:10) lub miękki i wolny (1:100).